# Andrew Gordon Magrath
Andrew Gordon Magrath (* 8. Februar 1813 in Charleston, South Carolina; † 9. April 1893 ebenda) war ein US-amerikanischer Jurist und Politiker (Demokratische Partei) und von 1864 bis 1865 Gouverneur von South Carolina.

## Frühe Jahre und politischer Aufstieg
Andrew Magrath besuchte zunächst das South Carolina College, die spätere University of South Carolina, und studierte anschließend an der Harvard University Jura. Im Jahr 1835 wurde er als Rechtsanwalt zugelassen und begann daraufhin in diesem Beruf zu praktizieren. Magrath wurde zweimal in das Repräsentantenhaus von South Carolina gewählt, ehe er im Jahr 1856 von Präsident Franklin Pierce zum Richter am Bundesbezirksgericht für den Distrikt von South Carolina ernannt wurde. Nach der Wahl des Republikaners Abraham Lincoln zum US-Präsidenten trat er von diesem Amt zurück. Er war Mitglied des Konvents, der im Dezember 1860 den Austritt South Carolinas aus der Union beschloss. Von 1860 bis 1862 fungierte er unter Gouverneur Francis Wilkinson Pickens als Secretary of State von South Carolina. Im Jahr 1862 wurde er vom Präsidenten der Konföderation, Jefferson Davis, erneut zum Richter für South Carolina ernannt. Bald darauf entwickelte Magrath eine starke Opposition gegen die Zentralregierung der Konföderation in Richmond, Virginia.

## Gouverneur von South Carolina
Ende 1864 wurde Magrath vom Staatsparlament in geheimer Wahl zum neuen Gouverneur von South Carolina gewählt. Das sollte die letzte Wahl eines Gouverneurs durch das Repräsentantenhaus sein. Nach dem Krieg trat eine neue Verfassung in Kraft, die das Wahlrecht änderte. Magrath war auch der letzte konföderierte Gouverneur von South Carolina. Seine kurze Amtszeit, die von Dezember 1864 bis Mai 1865 dauerte, war überschattet von der sich abzeichnenden Niederlage der Konföderation im Bürgerkrieg. Die Bevölkerung des Staates war kriegsmüde. Die Inflation schritt weiter fort, die Wirtschaft kam allmählich zum Erliegen und die ständig steigenden Verluste an Menschenleben im Krieg förderten die Frustration der Menschen in South Carolina und im ganzen Süden. Im Frühjahr 1865 erreichten die Truppen der Union unter General William T. Sherman South Carolina. Im Februar besetzten sie die Hauptstadt Columbia und Charleston. Der von South Carolina 1861 ausgelöste Krieg war an seinen Ausgangspunkt zurückgekehrt. Gouverneur Magrath wurde am 28. Mai von Bundestruppen wegen seiner Tätigkeiten für die Konföderation abgesetzt, verhaftet und für sieben Monate inhaftiert.

## Weiterer Lebenslauf
Im Dezember 1865 wurde Magrath freigelassen. Er kehrte nach Charleston zurück und praktizierte wieder als Rechtsanwalt. Politisch ist er danach nicht mehr in Erscheinung getreten. Andrew Magrath starb im April 1893 in Charleston. Er war zweimal verheiratet und hatte insgesamt neun Kinder.